# Thất bại thị trường
Thất bại của thị trường là một thuật ngữ kinh tế học miêu tả tình trạng thị trường không phân bổ thật hiệu quả các nguồn lực. Các nhà kinh tế chính thức sử dụng thuật ngữ này từ năm 1958. Tuy nhiên, nhà triết học thời Victoria Henry Sidgwick là người đầu tiên phát triển khái niệm của thuật ngữ này.
Nguyên nhân tồn tại những thất bại của thị trường là các tiền đề để cho cơ chế thị trường vận hành trơn tru không được thỏa mãn. Các nguyên nhân hay thấy nhất là: độc quyền, ảnh hưởng ngoại lai, hàng hóa công cộng, tài nguyên thuộc sở hữu chung, thông tin phi đối xứng, chi phí giao dịch, vấn đề principle-agency,sức mạnh thị trường.
Thất bại của thị trường thể hiện dưới các dạng như: lựa chọn ngược, thất nghiệp, hiện tượng kẻ đi xe không trả tiền, rủi ro đạo đức, v.v...
Niềm tin rằng có sự tồn tại của thất bại thị trường là động lực của việc đề xuất nhà nước phải can thiệp vào thị trường tự do. Tuy nhiên, có rất nhiều nhà kinh tế không tin rằng có sự tồn tại của thất bại thị trường và rằng sự can thiệp của nhà nước vào thị trường tự do chỉ dẫn tới cái gọi là thất bại của chính phủ. Đã có nhiều phân tích về nguyên nhân dẫn tới thất bại của thị trường. Cũng đã có nhiều đề xuất về các giải pháp khắc phục thất bại của thị trường mà không phải giải pháp nào cũng dẫn tới sự can thiệp của nhà nước.